# Законът на охлюва
„Законът на охлюва“ (на руски „Закон улитки“) е украински роман, написан от Андрей Курков – украински съвременен писател № 1. Заглавието на романа идва от една реплика на герой от книгата, която е цитирана по-долу. Преведена е великолепно на български от Елена Пейчева. Книгите на Курков могат да бъдат описани като криминални романи, замесени с много психология и философия. Във всички негови романи героят е самотен обикновен човек, който се забърква с бандити.

## Сюжет
Внимание:  Текстът по-долу разкрива сюжета на произведението (или части от него)!
Главният герой на „Законът на охлюва“ е журналистът Виктор – герой, чиято съдба Курков започва да описва в предишната своя книга „Смъртта на непознатия“. Животът на Виктор е висял на косъм, но той успешно се преборва за него. Интригата се завихря около неговия пингвин – загубата му и впускането в напрегнато и изпълнено с перипетии издирване. Журналистът се изправя за пореден път сам лице в лице с мафията.
По пътя си Виктор среща много трудности и се забърква в поредица от неприятности. Среща се с мафиотски босове, оказва се в центъра на заплетени ситуации. Актуален и за нашата действителност е сблъсъкът на главния герой с корупцията на всички нива, която е обхванала Русия и Украйна.
Степента на напрежението се поддържа високо във всеки един момент от романа. Виктор се оказва дори и във войната в Чечения, където се среща с родители на загинали. Чува техните разкази за ужасите на войната. Краят на книгата настъпва, когато той открива пингвина си Миша и го отвежда в естествената му среда – Южния полюс.

## Други книги от поредицата
- „Смъртта на непознатия“ (2007) – превода Иван Василев
- „Добрият ангел на смъртта“ (2007) – превод Светлана Комогорова – Комата
- „Последната любов на президента“ (2007) – превод Здравка Петрова